# Krzysztof Ptak
Krzysztof Ptak (* 3. April 1954 in Sulejów; † 19. August 2016) war ein polnischer Kameramann.
Ptak beendete 1980 ein Kamerastudium an der Filmhochschule Łódź. Er hat außerdem Geschichte und Philosophie an der Universität Łódź studiert. Ab 1984 lehrte er an der Filmhochschule Kopenhagen in Dänemark. Er leitete außerdem den Studiengang Regie an der Film- und  Fernsehhochschule Großbritanniens. Als Kameramann war zunächst beim Dokumentarfilm tätig und drehte Werbefilme wie auch Videoclips. Für seine Arbeiten als Kameramann für Spielfilme wurde er sechsmal mit dem Polnischen Filmpreis ausgezeichnet, zuletzt 2014 gemeinsam mit Wojciech Staroń für Papusza – Die Poetin der Roma. Er war damit Rekordhalter mit den meisten Auszeichnungen beim Polnischen Filmpreis. Ptak arbeitete mit Regisseuren wie Andrzej Wajda, Jan Jakub Kolski, Krzysztof Krauze, Joanna Kos-Krauze und Piotr Trzaskalski zusammen.
Er war verheiratet mit Małgorzata Ptak und Vater von drei Kindern: Witold, Aneta, Michał.

## Filmografie (Auswahl)
- 1981: Wigilia '81
- 1988: Tabu
- 1989: Kornblumenblau
- 1989: 300 Meilen bis zum Himmel (300 mil do nieba)
- 1993: The Hollow Men
- 1995: Łagodna
- 1996: Fräulein Niemand (Panna Nikt)
- 1997: Die Nacht und der Tod (Nocne Graffit)
- 1997: Gesches Gift
- 1998: Historia kina w Popielawach
- 2001: Weiser
- 2002: Edi
- 2003: Pornografia
- 2004: Mein Nikifor (Mój Nikifor)
- 2006: Jasminum
- 2007: Hoffnung (Nadzieja)
- 2009: Dom zły
- 2009: Das Verhör des Harry Wind (The Interrogation of Harry Wind)
- 2010: Manipulation
- 2011: Das fliegende Klavier (The Flying Machine)
- 2013: Papusza – Die Poetin der Roma (Papusza)